# Бериславський район
Бериславський район — район Херсонської області в Україні, утворений 2020 року. Адміністративний центр — місто Берислав.
30 вересня 2022 Росія, яка на той час окупувала майже всю територію регіону, заявила про анексію області через фейковий «референдум» та створення квазідержави-одноденки за аналогією з Кримом. У ході контрнаступальної операції, що тривала з 29 серпня до 11 листопада 2022 року, Збройні сили України звільнили правобережну Херсонщину включно з Херсоном з-під російської окупації.

## Географія
Бериславський район розташований у північно-центральній частині Херсонської області, в Причорноморській низовині, на правобережжі Дніпра і Каховського водосховища. Займає площу 4747 км²
На півночі межує з Криворізьким районом Дніпропетровської області, на заході з Баштанським районом Миколаївської області, на південному заході з Херсонським районом, на сході з Каховським районом.

## Історія
Район створено відповідно до постанови Верховної Ради України № 807-IX від 17 липня 2020 року. До його складу увійшли: Бериславська міська, Великоолександрівська, Калинівська, Високопільська, Нововоронцовська селищні, Милівська, Новорайська, Тягинська, Борозенська, Кочубеївська, Новоолександрівська сільські територіальні громади.
Раніше територія району входила до складу Бериславського (1923—2020), Великоолександрівського, Високопільського, Нововоронцовського районів, ліквідованих тією ж постановою.

## Передісторія земель району
У III–IV столітті на території району припускають існування  столиці Остготського королівства Данпарштадту, або, за іншою версією, його попередника - роду Амалів -  Данпарстадіру, наприкінці XIV століття — резиденція золотоординського хана Тохтамиша — Догангечіт. У 1484 році турки збудували тут фортецю Газі-Кермен (пізніше Кизикермен). У 1695 році фортецю здобули козацькі полки гетьмана Івана Мазепи. В 1784 році на руїнах Кизи-Кермена засновано місто Берислав.

## Пам'ятки
- Свято-Введенська дерев'яна церква у Бериславі часів козацтва XVIII століття
- Свято-Григор'ївський Бизюківський чоловічий монастир в селі Червоний Маяк
- Свято Архангело-Михайлівська церква в селі Зміївка[7]

## Економіка
В економічному відношенні район є аграрно-індустріальним із галузями, що спеціалізуються на сільськогосподарському виробництві та переробці продукції. Промисловий потенціал складають такі галузі, як: машинобудування, виробництво будівельних матеріалів та харчова.

### Промисловість
ВАТ «Бериславський машинобудівний завод» випускає комплектуючі вироби та запчастини до тепловозних, суднових та автотракторних дизелів, які поставляє й до Російської Федерації, та товари народного споживання.
У Бериславському районі працює 9 переробних підприємств. У їх числі відомі акціонерні товариства:
- «Князя Трубецького» (село Веселе)
- «Кам'янський» (село Одрадокам'янка)
- «Бериславський сирзавод»[9]
- «Бериславський хлібозавод»[10]

### Сільське господарство
Серед 35 сільськогосподарських підприємств району визнаним лідером є агрофірма «Прогрес», основним видом діяльності якої є виробництво та переробка сільськогосподарської продукції (консерви м'ясні та плодово-овочеві, понад 20 найменувань ковбасних виробів, до 10 видів м'ясних виробів). Вона орендує близько 3 тисяч га земель.
Всього ж сільськогосподарські підприємства різних форм власності обробляють 116,3 тис.га орної землі, в тому числі 226 фермерські господарства — 10,0 тис.га.
Внаслідок реформування аграрного сектора більша частина маточного поголів'я худоби знаходиться у приватному секторі.